# Мандал (Норвегія)
Мандал — колишній муніципалітет у старому окрузі Вест-Агдер, Норвегія. Він був розташований у традиційному районі Серландет. Муніципалітет існував з 1964 року до 1 січня 2020 року, коли муніципалітети Мандал, Ліндеснес і Марнардал були об'єднані в новий, більший муніципалітет Ліндеснес на території сучасного округу Агдер. Мандал був найпівденнішим муніципалітетом у всій Норвегії, а крихітний острівець Пісен був найпівденнішою точкою суші в Норвегії.
Адміністративним центром муніципалітету є місто Мандал. Місто Мандал було другим за чисельністю населення містом у старому окрузі Вест-Агдер після сусіднього міста Крістіансанн, а також четвертим за величиною містом у всьому регіоні Серланнет/Агдер. Окрім міста Мандал, до складу муніципалітету також входять села Бік'єрнен, Ск'єбстад, Сонум-Лундевік, Скогсфьорд-Хесланд, Кроссен, Харкмарк, Скінснес-Іме та Трегде-Ск'єрней.

## Історія населення комуни
Населення комуни за останні 60 років.

Статистика комуни Мандал

## Склад комуни
Окрім міста у склад комуни входять невеличкі села, розташовані довкола Мандала — Бюк'єрнен (Bykjernen), Шебстад (Skjebstad), Сонум-Лундевік (Sånum-Lundevik), Скогсфйорд-Гесланн (Skogsfjord-Hesland), Голум (Holum), Гаркмарк (Harkmark), Скінснес-Іме (Skinsnes-Ime), Трегде-Шерней (Tregde-Skjernøy).

## Туристичний Мандал
Мандал має дуже м'який клімат, тому дуже популярний серед туристів. Довгі пляжі приваблюють численних любителів відпочинку біля води. Найзнаменитіший пляж Sjøsanden (Морський пісок). Тут можна побачити міську церкву - найбільшу в Норвегії дерев'яну церкву, яка вміщує 1800 осіб.
Мандал є малою батьківщиною для декількох відомих художників Норвегії: Адольфа Тідеманна, Амалдуса Нілсена, Олафа Ісааксена, а також скульптора Густава Вігеланна, на честь якого в місті відкритий музей. Саме тому Мандал часто називають «Маленьким містом великих художників».

## Відомі люди

### Народилися
- Еллен Гледич (1879—1968) — норвезька радіохімікиня.
- Адольф Тідеманн (1814—1876)  — норвезький художник, представник романтизму і реалізму в живописі.